# مسجد شاهي باشا
مسجد شاهي باشا (بالبنغالية : বাচা শাহ জামে মসজিদ, بالإنجليزية : Bacha Shah Jame Mosjid ) هو مسجد تاريخي يقع في رانجونيا أوبازيلا من شيتاغونغ في بنغلاديش .

## البناء
بني المسجد في عام 1833، وكان أول معهد للصلاة والتعليم في ماثيورا، من منطقة شاه باشا النجارفي رانجونيا أوبازيلا في شيتاغونغ من بنغلاديش، وكان الرمز الوحيد على العمارة المغولية في هذا المجال، أعيد بناء المسجد في عام 1983 وفي ذلك الوقت فقد المسجد ماعليه من العمارة المغولية، هذا المسجد هو أقدم دليل على علاقة عائلة سلطانالدين باشا شاه في رانجونيا شيتاغونغ من بنغلاديش .

## الموقع
يقع مسجد شاهي باشا في 22°26′51″N 92°01′19″E / 22.447499°N 92.0219993°E .

## وصلات خارجية
- موقع المسجد
- صور المسجد